# استبدال جذري
الاستبدال الجذري في الكيمياء العضوية هو تفاعل استبدال يتضمن تشكل جذور كيميائية حرة كمركبات وسطية نشيطة ضمن آلية التفاعل.
يتضمن هذا التفاعل حدوث عدة خطوات:
تدعى الخطوة الأولى حدوث عملية «الابتداء أو الاستهلال» (2، 3) حيث يتشكل الجذر الحر نتيجة انفصام الرابطة الكيميائية وفق نمط الانحلال التماثلي، وذلك بأثر إما من الحرارة أو الأشعة فوق البنفسجية أو بوجود بادئ جذري مثل البيروكسيدات العضوية أو مركبات الآزو.
يؤدي تصادم الجذور الحرة مع الجزيئات الموجودة في وسط التفاعل إلى حدوث تفاعلات تسلسلية (4، 5) بمرحلة تدعى «التكاثر (أو الانتشار)»، وتكون مضمونة الاستمرار ما دامت الجذور الحرة النشيطة طاقياً في الوسط. أما الخطوات الأخيرة للتفاعل فتكون بإجراء «إيقاف» للتفاعل (6، 7) بإضافة جذر حر بشكل منضبط لوضع حد للتفاعل التسلسلي.

## أمثلة
من الأمثلة على تفاعلات الاستبدال الجذري تفاعل هلجنة الجذر الحر، وكذلك تفاعل فنتون الذي يتصمن إضافة مجموعة هيدروكسيل إلى البنزين. من الأمثلة الأخرى كل من:
- أكسدة الألدهيدات إلى الأحماض الكربوكسيلية باستخدام حمض الكروميك
- تفاعلات الازدواج
- تفاعلات الأكسدة الذاتية
- تفاعل بارتون-ماك كومبي لنزع الأكسجين Barton–McCombie deoxygenation
- تفاعل فوهل-تسيغلر Wohl–Ziegler reaction
- تفاعل هونسديكر Hunsdiecker reaction
- تفاعل بارتون
- تفاعل مينيشي